# ممشقونات
الممشقونات (الاسم العلمي: Dipsacanae) هي فوق رتبة نباتية تتبع طائفة ثنائيات الفلقة من كاسيات البذور.

## رتب
- رتبة الممشقيات